# Brucella
Brucella Meyer & Shaw, 1920 è un genere di batteri attualmente non inserita in alcuna famiglia; in passato veniva ascritto alla famiglia Brucellaceae.

## Etimologia
Deve il nome da David Bruce, medico scozzese a capo della spedizione in cui, a Malta, per la prima volta, l'italiano Castellani isolò e descrisse il batterio.

## Descrizione
Le brucelle sono cocco-bacilli gram negativi, acapsulati, asporigeni, immobili, aerobi facoltativi; inoltre sono ossidasi e catalasi positivi e non fermentano i carboidrati.

## Tassonomia
Si conoscono diverse specie di Brucella, di cui 3 patogene per l'uomo.:
- B. abortus: in precedenza detta bacillo di Bang, causa aborto nei bovini ed è la specie più diffusa nel mondo a causa della vasta distribuzione dei bovini. Presenta 8 diversi biotipi numerati dall'1 al 9 (manca l'8). Ad eccezione del biotipo 1, diffuso in tutto il mondo, i singoli biotipi non sono presenti uniformemente: di solito in ogni singolo paese si trovano solo due o tre biotipi.
- B. canis: non è distinta in biotipi, causa aborto nelle femmine del cane e infezioni nell'apparato genitale dei maschi. Può colpire occasionalmente anche l'uomo, ma i pochi casi riferiti si sono manifestati esclusivamente in persone addette alla cura di animali infetti (veterinari, ecc.).
- B. maris: per questa specie, non patogena per l'uomo, è stata proposta la divisione in B.pinnipediae e B.cetaceae.
- B. melitensis: sono distinti 3 biotipi di questa specie, numerati dall'1 al 3. Colpisce prevalentemente i caprini in cui causa aborto. È patogena anche per l'uomo, per il quale costituisce l'agente eziologico prevalente in Italia e in tutto il bacino del Mediterraneo.
- B. neotomae
- B. ovis
- B. suis: se ne distinguono 4 biotipi, contrassegnati dall'1 al 4. Causa aborto nei suini e anche in alcuni roditori. Nell'Europa occidentale e centrale è abbastanza diffuso il tipo 2.

Caratteristica importante per l'azione patogena è la capacità di resistere alla fagocitosi, questi batteri sono perciò capaci di sopravvivere all'interno dei macrofagi. Hanno una forma bastoncellare, e sono generalmente lunghi da 0,8 a 1 micron.
Per la coltura le brucelle hanno bisogno di terreni arricchiti di liquidi organici (sangue, siero), e di un'atmosfera contenente dal 5 al 10% di anidride carbonica. Le colonie si rendono visibili dopo 3-4 giorni. Tuttavia, prima di essere considerate negative, le colture devono essere incubate per almeno tre settimane e, in caso di dubbio, vanno ripetute.
Le brucelle sono germi molto delicati e con complesse esigenze nutrizionali: vengono uccise dal calore (62 °C per mezz'ora o 72 °C per 15 secondi), o dalla luce solare diretta in quattro ore e mezza. Le normali procedure di pastorizzazione del latte eliminano facilmente il germe. Anche l'abbassamento del pH non permette alle brucelle di sopravvivere.
Le brucelle sono agenti patogeni sia per l'uomo che per altri mammiferi, in cui causano infezioni subacute o scarsamente sintomatiche.
Gli animali si infettano principalmente attraverso le secrezioni uterine, ricchissime di germi. Altra via importante di contagio è il latte: la concentrazione di germi nel latte è relativamente bassa, ma può aumentare anche di 400 volte nel colostro. Tra gli animali, particolarmente colpiti sono i caprini, i bovini, ma anche i cani, i cavalli e i roditori. I danni tissutali più gravi si verificano nell'utero di animali gravidi, provocando spesso l'aborto.
Solo tre brucelle sono patogene per l'uomo: B. melitensis, B. abortus e B. suis; queste differiscono, dal punto di vista sierologico, per la diversa concentrazione dei due principali determinanti antigenici di membrana: M ed A; il primo è più presente in B. melitensis, mentre il secondo in B. abortus e B. suis; tuttavia, poiché la correlazione antigenica tra le varie specie è molto elevata, a livello diagnostico, si utilizzano di solito sospensioni standardizzate di uno stipite particolare di B. abortus. La malattia che causano è genericamente definita brucellosi.

## Patologia
La brucellosi (o febbre maltese) è una malattia infettiva a lento decorso, che insorge dopo un periodo di incubazione di 1-6 settimane. I sintomi caratteristici della malattia sono: febbre ondulante, splenomegalia e mialgia.
L'uomo può venire in contatto con questi microrganismi tramite l'ingestione di latte non pastorizzato o, meno frequentemente, di carne infetta (la cottura infatti basta ad eliminare il germe); oppure attraverso contatto diretto con animali infetti (manovre veterinarie, procedure di macellazione, ecc). I batteri una volta penetrati nell'organismo passano nel sangue e vanno a colonizzare il fegato, la milza, i linfonodi, il midollo osseo, organi ricchi di cellule macrofagiche entro le quali i batteri possono moltiplicarsi. L'immunità cellulo-mediata cerca di confinare l'infezione causando però in tali organi lesioni necrotiche o dei veri e propri granulomi.
In un terzo dei casi il decorso della malattia si complica con l'insorgenza di artrite settica, che nell'adulto si localizza più frequentemente a livello dello scheletro assile (sacro-ileite monolaterale o spondilite), mentre nel bambino si manifesta a carico delle articolazioni periferiche.

## Diagnosi
- Tramite il test di laboratorio Reazione di Wright si analizza se l'organismo è venuto in contatto con le brucelle, ossia si ricercano nel sangue anticorpi specifici diretti contro antigeni della Brucella.
- Dal sangue o da materiale bioptico vengono allestite le colture, prima in terreni liquidi con 10% di CO2 poi in terreni solidi, evidenziate da test biochimici e test di agglutinazione con sieri specifici.
- In alternativa vi sono test ELISA per la ricerca di IgG o IgM specifiche.

## Terapia
Si usano combinazioni di tetracicline e rifampicina, la terapia deve essere protratta per sei settimane o più.